# Gidarida michyeo
Gidarida michyeo (기다리다 미쳐?), noto anche con il titolo internazionale Crazy Waiting e The Longest 24 Months, è un film del 2008 scritto e diretto da Ryu Seung-jin.

## Trama
Quattro ragazzi ventenni sono costretti dalla legge sudcoreana a partire per eseguire il servizio militare obbligatorio; le loro fidanzate si ritrovano a dover convivere con un'insopportabile attesa, che le porterà a scelte differenti.

## Distribuzione
In Corea del Sud la pellicola è stata distribuita dalla Cinema Service, a partire dal 1º gennaio 2008.